# Британский Кипр
Кипр официально находился в составе Британской империи с 1915 по 1960 годы в качестве колонии, выполнявшей роль военно-морской базы по охране османских границ от возможных нападений на Османскую империю со стороны Российской империи. Массовой миграции британцев на остров в этот период не произошло. При этом уже в 1878 году — задолго до прямой аннексии в качестве колонии, тайная Кипрская конвенция признала остров британским протекторатом.
Британский период характеризовался с одной стороны улучшением и социально-экономического положения острова, который в Османский период пользовался дурной славой из-за вспышек малярии. С другой, действия британских властей, для поддержания своей колониальной империи, привели к ожесточению конкуренции между греко-православным большинством и турецко-мусульманским меньшинством, что в конечном счете привело к разделу острова и сегрегации его основных общин.

## Протекторат (1878—1914)
В соответствии с тайным договором о протекторате, англичане получили право оккупации и управления островом при условии ежегодной выплаты в казну 99 799 фунтов стерлингов. Формально Кипр продолжал оставаться в составе Османской империи, что помогло успокоить представителей довольно многочисленной мусульманской общины (21 %), но фактически реальная власть перешла в руки британского верховного комиссара, чему поначалу радовались представители греко-православного большинства, так как британцы были нацелены на проведение ряда экономических реформ и улучшение транспортной инфраструктуры. Британский комиссар расположился в Лимасоле, который стал центром английской администрации, куда вкладывались достаточно большие по местным меркам средства.
Впрочем, целесообразность подписания конвенции вызвала нешуточные дебаты в самом британском парламенте. Так премьер-министр Англии направил королеве Виктории письмо, в котором он указал на важность Кипра для охраны индийской части империи. С другой стороны, либералы выразили сомнение в целесообразности установления протектората. В качестве аргументов приводились отсутствие удобной гавани на острове. К тому же целесообразность использования Кипра в качестве военной базы стала достаточно спорной и финансово затруднительной, особенно после появления британских баз в Египте, нуждавшихся в финансовых вливаниях.

## Колония (1915—1960)
Кипрская конвенция была спешно аннулирована англичанами 5 ноября 1914 года в связи с вступлением Османской империи в Первую мировую войну на стороне Германии. Лишь в 1923 году новые власти Турции официально отказались от своих прав на Кипр. В 1925 он был официально аннексирован Великобританией в качестве колонии. Однако этот факт был негативно воспринят греческим большинством, надеявшимся на энозис с Грецией. Начинается длительная борьба греков за независимость, в которой британские власти поддерживали для противовеса интересы турок-киприотов.

## Значение
К британскому наследию на Кипре относится, в частности, левостороннее движение, а также две сохраняющиеся военные базы, которые находятся под английским суверенитетом. Электросети острова построены по британскому стандарту. Они имеют розетки британского образца (см. BS 1363), и напряжение 250 вольт. Кроме того, на острове достаточно широко распространён английский язык, хотя он и не является официальным.